# Арпад Барань
Арпад Барань (угор. Bárány Árpád, нар. 24 червня 1931, Будапешт, Угорщина) — угорський фехтувальник на шпагах, олімпійський чемпіон 1964 року, чемпіон світу.

## Виступи на Олімпіадах
| Олімпіада  | Дисципліна     | Місце |
| ---------- | -------------- | ----- |
| Рим 1960   | командна шпага | 4     |
| Токіо 1964 | командна шпага | 1     |